# Neivamyrmex balzani
Neivamyrmex balzani es una especie de hormiga guerrera del género Neivamyrmex, subfamilia Dorylinae. Esta especie fue descrita científicamente por Emery en 1894.